# 성남초등학교 (충남)
성남초등학교는 대한민국 충청남도 천안시 동남구에 있는 공립 초등학교이다.

## 학교 연혁
- 1925년 5월 16일: 개교
- 1938년 4월 1일: 성남공립심상소학교로 개칭
- 1938년 7월 4일: 수신공립심상소학교 분리
- 1941년 4월 1일: 성남공립국민학교로 개칭
- 1949년 9월 30일: 신사공립국민학교 분리
- 1951년 4월 1일: 성남국민학교로 개칭
- 1981년 3월 16일: 병설유치원 개원
- 1996년 3월 1일: 성남초등학교로 개칭
- 2019년 1월 9일: 제91회 졸업
- 2019년 3월 4일: 6학급 편성, 병설유치원 1학급

## 참고 자료
- 성남초등학교 - 한국교육학술정보원 학교알리미